# Mount Liszt
Mount Liszt ist ein verschneiter und rund 600 m hoher Berg mit einem Steilhang an seiner Südostseite im Südwesten der westantarktischen Alexander-I.-Insel. Auf der Beethoven-Halbinsel ragt er 8 km nordöstlich des Mount Grieg auf.
Eine Reihe von Bergen in der Umgebung erscheinen erstmals auf Kartenmaterial, dass im Zuge der US-amerikanischen Ronne Antarctic Research Expedition (1947–1948) entstand. Die hierzu zählenden Mount Grieg und Mount Liszt kartierte der britische Geograph Derek Searle vom Falkland Islands Dependencies Survey 1960 anhand von Luftaufnahmen, die gleichfalls bei dieser Forschungsreise angefertigt wurden. Das UK Antarctic Place-Names Committee benannte den Berg am 2. März 1961 nach dem ungarischen Komponisten Franz Liszt (1811–1886).